# Кобылаш, Вадим Викторович
Вадим Викторович Кобылаш (рум. Vadim Cobîlaș; род. 30 июля 1983 года, Сороки, Молдавия) — молдавский регбист, выступающий на позиции пропа (столба), с лета 2016 года играет за французский клуб «Бордо-Бегль». Первый молдавский регбист в Чемпионате Англии по регби.

## Биография

### Клубная карьера
Начал игровую карьеру в кишинёвском клубе «Блумарине» («USEFS-Blumarine» — команда Государственного университета физического воспитания и спорта), с которым стал чемпионом. Затем перебрался в румынский «Динамо Бухарест» в составе которого также выиграл румынскую СуперЛигу в 2004 году. В 2005 году перешёл в российский клуб «ВВА-Подмосковье», в составе которого пять раз выигрывал Чемпионат России по регби.
В 2011 году перешёл в английский «Сейл Шаркс», и стал первым молдавским регбистом в Чемпионате Англии по регби. В команду он попал по рекомендации Стива Даймонда, ранее работавшего в России (был помощником главного тренера Николая Неруша в сборной команде, а затем получившего должность спортивного директора в «Сейл Шаркс») и запомнившего Вадима по выступлениям в чемпионате. В сезоне 2013/2014 был признан лучшим игроком команды. Также попал в команду года Европейского кубка вызова 2013.
Пять лет подряд признавался лучшим регбистом Молдавии (2007—2011), последний раз удостоился этого звания в 2014 году, являясь таким образом шестикратным обладателем этого звания. С 2016 года играет за «Бордо-Бегль», куда перешёл на место аргентинца Франсиско Коделы, который ушёл в «Лион». Контракт заключен на три года.

### В сборной
С 2005 года выступает за национальную сборную.

### Семья
Есть младший брат Максим Кобылаш, тоже регбист. Игроки вместе выступали за «ВВА-Подмосковье», «Сейл Шаркс» и сборную.